# Marek Borowski

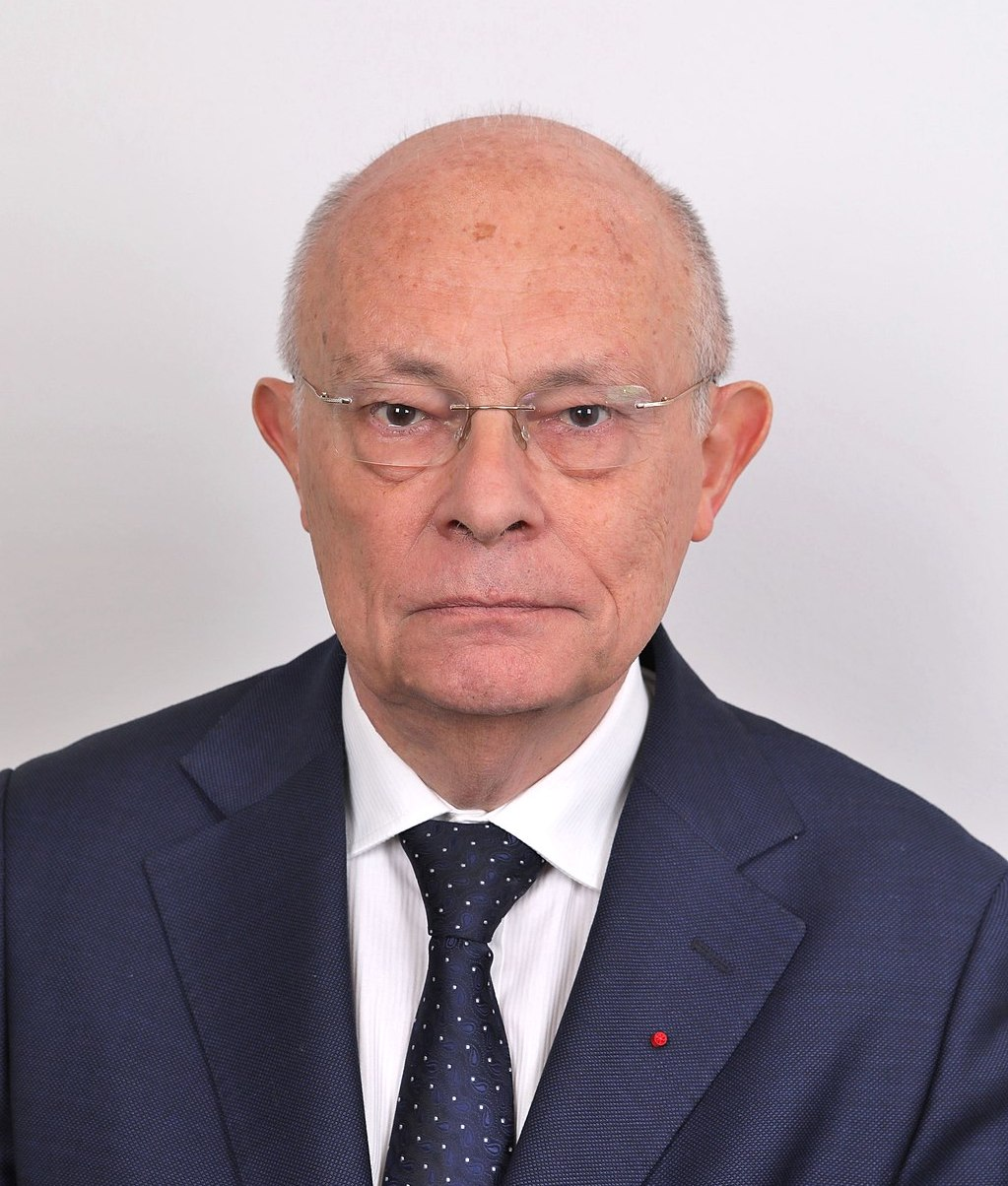
Marek Borowski (2019)

Marek Stefan Borowski (* 4. Januar 1946 in Warschau) ist ein polnischer Politiker (SdRP, SLD, SdPl, PO). Er war von 1993 bis 1994 Stellvertretender Premierminister und Finanzminister, Sejmmarschall in den Jahren 2001 bis 2004 und von 1991 bis 2005 sowie von 2007 bis 2011 Abgeordneter des Sejm in der I., II., III., IV. und VI. Wahlperiode. Seit 2011 gehört er dem Senat der Republik Polen an.

## Leben und Beruf
Borowski stammt aus einer polnisch-jüdischen Familie. Sein Vater war Aktivist der Kommunistischen Partei und Chefredakteur der Tageszeitung Życie Warszawy. Er studierte Außenhandel an der Handelshochschule Warschau mit dem Schwerpunkt internationale Wirtschaftsbeziehungen. Später absolvierte ein Aufbaustudium im Bereich Finanzen. Zunächst arbeitete er als kaufmännischer Leiter in den Kaufhäusern „Centrum“ und „Junior“. 1973 absolvierte ein Praktikum in französischen Kaufhäusern. Anschließend wurde er Chef-Betriebswirt der Kaufhauskette „Domach Towarowych“. 1982 wurde er zunächst Stellvertreter und dann Direktor der Wirtschaftsabteilung im Ministerium für den Binnenmarkt.
Borowski ist verheiratet und hat einen Sohn.

## Politik
Bereits 1967 trat Borowski der Polnischen Vereinigten Arbeiterpartei (PZPR) bei. Wegen seiner Beteiligung an den März-Unruhen 1968 in Polen wurde er ausgeschlossen. Zudem wurde er kurzzeitig von der Universität relegiert und erhielt ein Ausreiseverbot.  Er blieb jedoch Mitglied des sozialistischen Jugendverbandes. 1975 kehrte er in die PZPR zurück, ohne jedoch ein Parteiamt auszuüben. Im Jahr 1989 schloss er sich der Bewegung 8. Juli, einer Reformgruppe innerhalb der PZPR, an.
In den Regierungen von Tadeusz Mazowiecki und Jan Krzysztof Bielecki war er 1990/91 als stellvertretender Minister für den Binnenmarkt mit der Aufgabe betraut, Handel und Tourismus zu privatisieren. 1990 wurde er Mitglied der postkommunistischen Nachfolgepartei Socjaldemokracja Rzeczypospolitej Polskiej (SdRP). Bei der ersten vollständig freien Parlamentswahl 1991 wurde er über die Liste des Sojusz Lewicy Demokratycznej (SLD) gewählt. Auch 1993, 1997 und 2001 wurde er für die SLD gewählt. Von 1993 bis 1994 war er stellvertretender Vorsitzender des Ministerrates und Finanzminister im Kabinett von Waldemar Pawlak. 1995/96 war er als Minister Leiter des Büros des Ministerrats im Kabinett von Józef Oleksy. Von 1996 bis 2001 amtierte er als Vizepräsident des Sejm. 2001 wurde er als Nachfolger von Maciej Płażyński zum 5. Sejmmarschall gewählt. Er hatte dieses Amt bis 2004 inne.
Am 26. März 2004 war er einer der Gründer der Socjaldemokracja Polska (SdPl), einer neu formierten Linkspartei. Bei der Parlamentswahl 2005 scheiterte die SdPl mit 3,9 % an der Sperrklausel und Borowski schied aus dem Sejm aus. Auf einem SDPL-Sonderparteitag wählten die Parteimitglieder Marek Borowski zu ihrem Kandidaten für das Präsidentenamt, denn im Oktober 2005 wurde der Nachfolger des Sozialisten Aleksander Kwaśniewski gewählt, der nach zwei Amtsperioden nicht wieder antreten durfte. Marek Borowski erreichte im ersten Wahlgang (9. Oktober) nur 10,3 Prozent der Stimmen und kam damit auf Platz vier. Borowskis Wahlmotto lautete: „Prawy Czlowiek Lewicy“ also ein „(Ge)Rechter Mensch der Linken“.
Er kandidierte bei den Regionalwahlen im November 2006 als Stadtpräsident von Warschau. Er wurde dabei von allen linken Parteien unterstützt. Mit 22,6 % der Stimmen belegte er den dritten Platz im ersten Wahlgang. Im zweiten Wahlgang warb er für die konservativ-liberale Kandidatin der Platforma Obywatelska (PO), Hanna Gronkiewicz-Waltz, die nach ihrer Wahl das Amt im Dezember 2006 übernahm. Bei den Parlamentswahlen 2007 wurde er mit 75.493 Stimmen für den Wahlkreis Warschau I über die Liste des Wahlbündnisses Lewica i Demokraci (LiD), an dem sich die SdLp beteiligt hatte, erneut als Abgeordneter des Sejm gewählt. 2008 wurde er Vorsitzender der neu gegründeten Fraktion SdPl-Nowa Lewica. Hingegen kandidierte er erfolglos bei der Europawahl 2009 auf der Liste des Wahlbündnisses Porozumienie dla Przyszłości, das mit 2,4 % an der Sperrklausel scheiterte.
Seit 2011 ist Borowski Mitglied des Senats der Republik Polen. Nachdem er 2011 und 2015 für sein eigenes Wahlkomitee gewählt worden war, trat er bei den Wahlen 2019 und 2023 inzwischen als Mitglied der Platforma Obywatelska (er hatte 2015 die SdPl verlassen und war 2019 der PO beigetreten) für die Koalicja Obywatelska an. Vor den Senatswahlen 2019 hatte er in einer Kolumne im Nachrichtenmagazin Polityka eine Absprache vorgeschlagen, nach der sich die Oppositionsparteien in jedem Wahlgang auf einen Kandidaten einigen sollten, um so die Mehrheit der PiS in dieser Parlamentskammer zu brechen. Dieses als Pakt senackie bezeichnete Bündnis wurde 2019 in 97 der 100 Wahlkreise umgesetzt und die Opposition erhielt insgesamt 52 Senatoren. Auch 2023 wurde das Bündnis erneut aufgelegt und erreichte 65 Mandate.
Neben seinen politischen Tätigkeiten in Polen war Borowski von 1997 bis 2002 und von 2012 bis 2016 und ist erneut seit 2020 Mitglied der Parlamentarischen Versammlung des Europarates.

## Ehrungen
- 2002 Orden des Marienland-Kreuzes I. Klasse[17]
- 2002 National Order of Merit (Malta)[18]
- 2002 Kavalier des Orden des Lächelns
- 2005 Großkreuz des Ordens für Verdienste um Litauen[19]
- 2014 Offizier der Ehrenlegion[20]